# Gustav Adolf (Nassau-Saarbrücken)

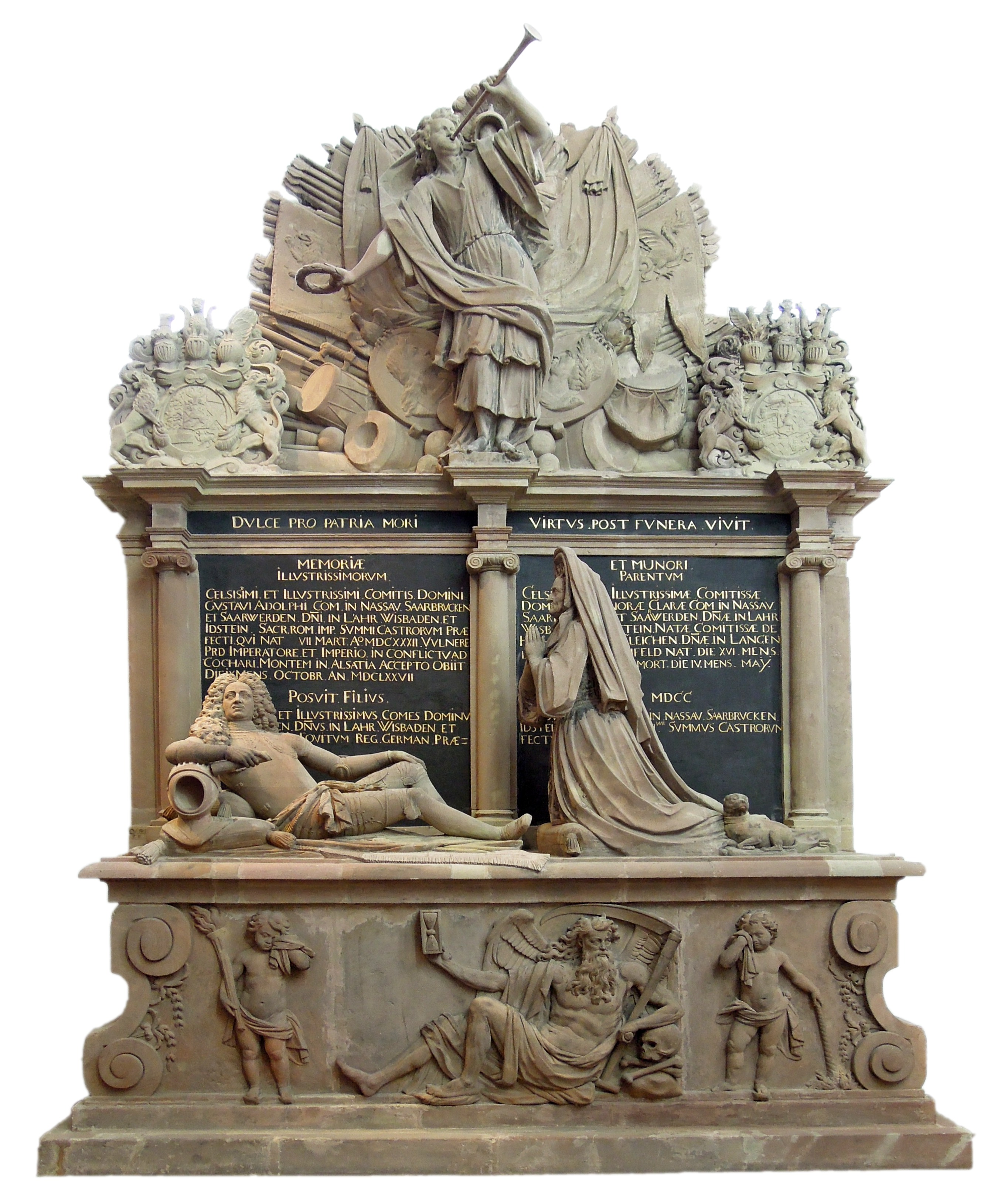
Grabdenkmal in der Saarbrücker Schlosskirche

Gustav Adolf von Nassau-Saarbrücken (* 27. März 1632 in Saarbrücken; † 9. Oktober 1677 in Straßburg) war regierender Graf von Saarbrücken und Saarwerden sowie Generalwachtmeister des Heiligen Römischen Reiches bei Rhein.

## Herkunft
Er war der Sohn von Graf Wilhelm Ludwig von Nassau-Saarbrücken (1590–22. August 1640) und Markgräfin Anna Amalie von Baden-Durlach (1595–1651), die ihn nach dem (zu diesem Zeitpunkt noch lebenden) schwedischen König benannten.

## Leben
Im Dreißigjährigen Krieg (1618–1648) war die Familie nach Metz geflohen, wo sein Vater 1640 starb. 1643 kehrte seine Mutter mit den Kindern nach Saarbrücken zurück.
Von 1645 bis 1649 studierte er in Basel. Das nächste Jahrzehnt über kämpfte er erst auf französischer Seite gegen Spanien, 1658 dann im Dienst des schwedischen Königs Karl X. Gustav, ein Herzog aus dem Haus Pfalz-Zweibrücken, gegen Dänemark und dessen Verbündete. Danach stand er möglicherweise bis 1659 in kaiserlichen Diensten.
Bis 1651 hatte seine Mutter die Vormundschaft geführt. 1660, nach der Teilung mit seinen Brüdern Johann Ludwig und Walrad, übernahm er die Regierung in der ihm zugefallenen Grafschaft Saarbrücken.
Er machte sich an den Wiederaufbau des vom Krieg zerstörten Landes, holte Flüchtlinge zurück und warb Neusiedler für die Landwirtschaft und Facharbeiter für die Glasindustrie in Klarenthal (benannt nach seiner Frau, Eleonore Klara, heute ein Ortsteil im Westen von Saarbrücken) an. 1670 konnte er die seit Jahrzehnten von Lothringen besetzte Grafschaft Saarwerden wieder in Besitz nehmen.
Der Reunionspolitik König Ludwigs XIV. von Frankreich leistete er erbitterten Widerstand. Er weigerte sich, den vom König geforderten Lehnseid zu leisten, auch als er 1673 von den Franzosen gefangen genommen und nach Metz gebracht wurde. Nach der Freilassung im folgenden Jahr durfte er nicht wieder in sein Land zurückkehren, während seine Ehefrau dort zurückblieb. Erst 1677 sollten die Franzosen aus Saarbrücken vertrieben werden.
Er nahm daher in kaiserlichen Diensten 1676 an den Kämpfen in Phillipsburg und 1677 im Elsass teil. Er erlag den Verletzungen, die er in der Schlacht bei Kochersberg (nordwestlich von Straßburg) erlitten hatte. Als Regentin von Saarbrücken folgte ihm bis zur Mündigkeit seines Sohns Ludwig Crato zunächst seine Ehefrau Eleonore Klara.
Bestattet wurde Gustav Adolf, nach verschiedenen Zwischenstationen, schließlich in der Straßburger Thomaskirche. Dort wurde von 1802 bis 1990 sein mumifizierter Leichnam in einem Glassarkophag ausgestellt. Die Überführung und endgültige Beisetzung in das von seiner Gemahlin errichtete Grabmal in der Schlosskirche in Saarbrücken erfolgte erst 1998.

## Ehe und Kinder
Am 14. Juni 1662 heiratete er Gräfin Eleonore Klara von Hohenlohe-Neuenstein (1632–1709), die Tochter des Grafen Kraft von Hohenlohe-Neuenstein und Gleichen, mit der er sieben Kinder hatte:
- Ludwig Crato (1663–1713), Graf von Nassau-Saarbrücken
- Karl Ludwig (1665–1723), Graf von Nassau-Saarbrücken
- Sophie Amalie (1666–1736) ⚭ 1686 Graf Albrecht Wolfgang von Hohenlohe-Langenburg (1659–1715)
- Gustav Adolph (1667–1683)
- Sophie Eleonore (1669–1742)
- Sophie Dorothea (1670–1748) ⚭ 1720 Graf Karl Ludwig Philipp von Salm-Grumbach (1678–1727)
- Philipp Wilhelm (*/† 1671)